# هيساشي إغوتشي
هيساشي إغوتشي (باليابانية: 江口寿史؛ بالكانا: えぐち ひさし) هو رسام توضيحي ومانغاكا ياباني، ولد في 29 مارس 1956 في ميناماتا في اليابان.

## وصلات خارجية
- هيساشي إغوتشي على موقع IMDb (الإنجليزية)
- هيساشي إغوتشي على موقع ميوزك برينز (الإنجليزية)
- هيساشي إغوتشي على موقع قاعدة بيانات الفيلم (الإنجليزية)
- هيساشي إغوتشي على موقع ANN person (الإنجليزية)

- الموقع الرسمي